# Освоение Арктики

Средняя изотерма 10 °C (50 °F) в июле (красная линия) обычно определяет границу арктического региона.

Освоение Арктики — это физическое исследование арктического региона Земли. Он относится к историческому периоду, в течение которого человечество исследовало регион к северу от Северного полярного круга. Исторические записи предполагают, что человечество исследовало северные крайности с 325 г. до н. э., когда древнегреческий мореплаватель Пифей достиг замерзшего моря, пытаясь найти источник металлического олова. Опасные океаны и плохие погодные условия часто сковывают исследователей, пытающихся достичь полярных регионов, и путешествие через эти опасности визуально, на лодке и пешком оказалось трудным.

## Древняя история

### Индоевропейская гипотеза
Спорная гипотеза, которую часто называют псевдоисторией, устанавливает родину мифического народа гиперборейцев в Арктике. Об этом говорил ученый и писатель Джон Г. Беннетт в своей исследовательской работе «Гиперборейское происхождение индоевропейской культуры» (1963 год). Первоначально эта теория была выдвинута Уильямом Ф. Уорреном, первым президентом Бостонского университета, в его книге «Обретенный рай или колыбель человечества на Северном полюсе». Позже активист движения за независимость Индии Бал Гангадхар Тилак воскресил теорию Уоррена в своей книге «Арктическая прародина в Ведах» (1903 г.), посвященной филологу и индологу Максу Мюллеру, с которым Тилак поделился идеями ещё до того, как книга была завершена. Австро-венгерский этнолог Карл Пенка также обсуждал ту же идею в своем «Происхождении арийцев» (1883 год). Теория Тилака была популяризирована русскими националистами благодаря работам советского историка и этнографа Натальи Романовны Гусевой и советского этнографа С. В. Жарниковой, которые выступали за арктическую родину индоарийцев и славян на Северном Урале.
Индуистский националист Мадхав Садашив Голвалкар также поддержал идею Тилака и был вдохновлён ею. В своей знаменитой публикации 1939 года «Мы или определение нашей государственности» он заявил, что «несомненно […] мы — индусы — бесспорно и безраздельно владеем этой землёй более восьми или даже десяти тысяч лет до того, как эта земля была захвачена какой-либо иноземной расой».
Древнегреческий историк и географ Геродот говорил, что гиперборейцы жили за массагетами и исседонами. Поскольку это оба среднеазиатские народы, можно предположить, что его гиперборейцы жили в Сибири. В своих двенадцати подвигах Геракл искал в Гиперборее златорогую лань Артемиду. Поскольку северный олень — единственный вид оленей, у которого самки несут рога, это предполагает арктический или субарктический регион. Ученый Джеймс Д. П. Болтон вместо этого поместил исседонцев на юго-западных склонах Алтайских гор, что побудило его коллегу Карла П. Рака поместить Гиперборею за Джунгарскими воротами в северную часть региона Синьцзян, добавив, что гиперборейцы, вероятно, были китайцами.

### Древняя Греция
Некоторые учёные считают, что первые попытки проникнуть за Полярный круг восходят к Древней Греции и к мореплавателю Пифею, современнику Аристотеля и Александра Македонского, который в 325 году до н. э. пытался найти источник олова, который время от времени достигал греческую колонию Массилия (ныне Марсель) на побережье Средиземного моря. Проплыв мимо Геркулесовых столбов, он достиг Бретани, а затем Корнуолла, в конце концов обогнув Британские острова. От местного населения он услышал новости о таинственной земле Туле, ещё дальше на север. После шести дней плавания он достиг земли на краю замерзшего моря (которое он описал как «свернувшееся») и описал то, что считается полярным сиянием и полуночным солнцем. Некоторые историки утверждают, что эта новая земля Туле была либо норвежским побережьем, либо Шетландскими островами, основываясь на его описаниях и торговых путях первых британских моряков. Хотя никто точно не знает, как далеко проплыл Пифей, возможно, он пересек Полярный круг. Тем не менее, его рассказы были расценены как фантазия более поздними греческими и римскими авторитетами, такими как географ Страбон.

## Средние века

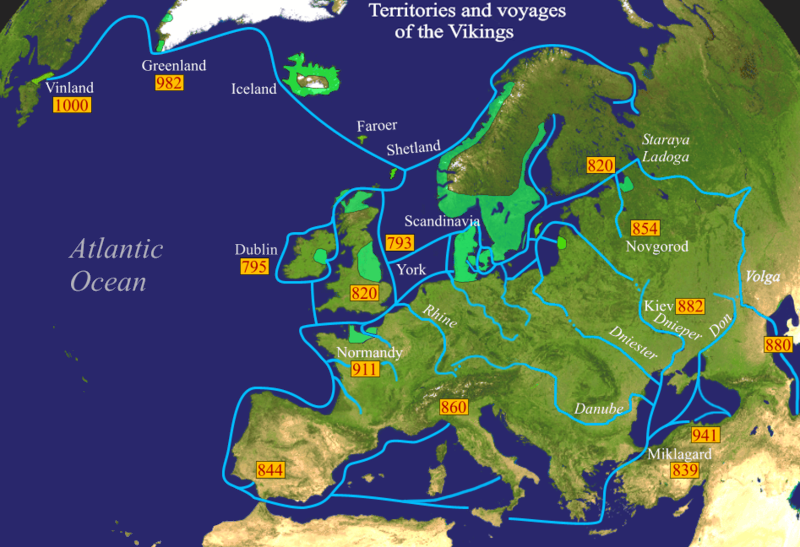
Моряки-викинги достигли Белого моря, Гренландии и Северной Америки

Говорят, что Наддод столкнулся с Исландией, когда он сбился со своего маршрута из-за суровых условий во время плавания из Норвегии на Фарерские острова в 860-х годах. В 10 веке Гуннбьорн Ульфсон заблудился во время шторма и оказался в пределах видимости побережья Гренландии. Его отчет побудил Эрика Рыжего, объявленного вне закона вождя, основать здесь поселение в 985 году. Хотя поначалу они процветали, эти поселения в конце концов исчезли примерно до 1450 года. Первоначально этот отказ от колонии был приписан Малому ледниковому периоду, но это было оспорено недавними исследованиями, которые предполагают, что в игре были более сложные факторы.
Первые поселенцы Гренландии отплыли на запад в поисках лучших пастбищ и охотничьих угодий. Современные ученые спорят о точном местонахождении новых земель Винланда, Маркланда и Хеллуланда, которые они открыли.
Скандинавские народы также продвинулись дальше на север на свой полуостров по суше и по морю. Уже в 880 году викинг Оттар из Халогаланда обогнул Скандинавский полуостров и доплыл до Кольского полуострова и Белого моря. Печенгский монастырь на севере Кольского полуострова был основан русскими монахами в 1533 году; со своей базы на Коле поморы исследовали Баренц-регион, Шпицберген и Новую Землю — все они находятся за Полярным кругом. Они также исследовали север на лодках, открыв Северный морской путь, а также проникнув в зауральские районы северной Сибири. Поморы основали поселение Мангазея к востоку от полуострова Ямал в начале 16 века. В 1648 году казак Семён Дежнёв открыл ныне знаменитый Берингов пролив между Америкой и Азией.
Русские поселенцы и торговцы на побережье Белого моря, поморы, исследовали части северо-восточного прохода ещё в XI веке. К XVII веку они проложили непрерывный морской путь из Архангельска на восток до устья Енисея. Этот путь, известный как Мангазейский морской путь, по названию его восточной конечной точки, торговой базы Мангазеи, был ранним предшественником Северного морского пути.

## Эпоха открытий

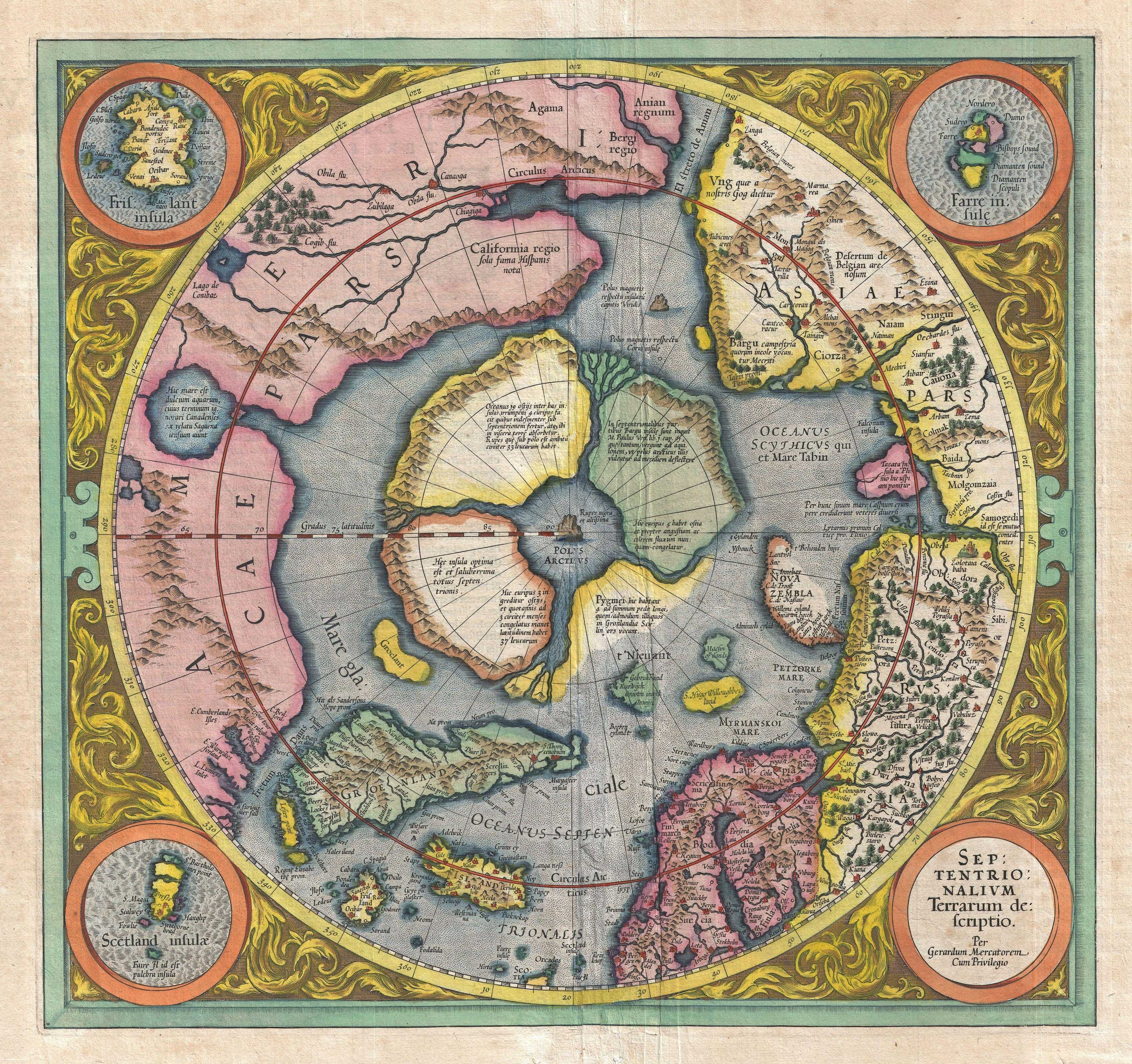
Карта Меркатора Северного полюса (1606 год)

Исследования к северу от Полярного круга в эпоху Возрождения были вызваны повторным открытием классики и национальными поисками коммерческой экспансии, а также ограниченностью морских технологий, отсутствием стабильных запасов продовольствия и недостаточная изоляция экипажа от сильного холода.

### Достижения эпохи Возрождения в картографии

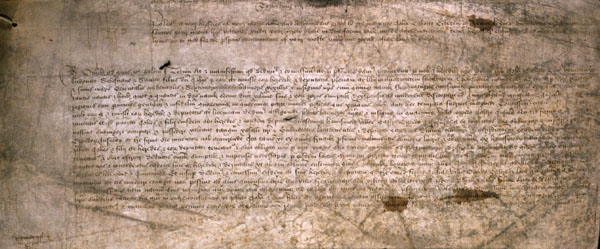
Патент короля Генриха VII, разрешающий Джону Кэботу и его сыновьям исследовать новые земли на западе.

Основополагающее событие в исследовании Арктики произошло в 1409 году, когда «География» Птолемея была переведена на латынь, тем самым введя понятия широты и долготы в Западной Европе. В результате штурманы могли лучше определять свои позиции. «Inventio Fortunata», утерянная книга, описывает в кратком изложении, написанном Якобусом Кнойеном, но найденном только в письме Герарда Меркатора, путешествия до Северного полюса. Одно широко оспариваемое утверждение состоит в том, что два брата из Венеции, Никколо и Антонио Дзено, якобы составили карту своих путешествий в этот регион, которая была опубликована их потомками в 1558 году.

### Северо-Западный проход

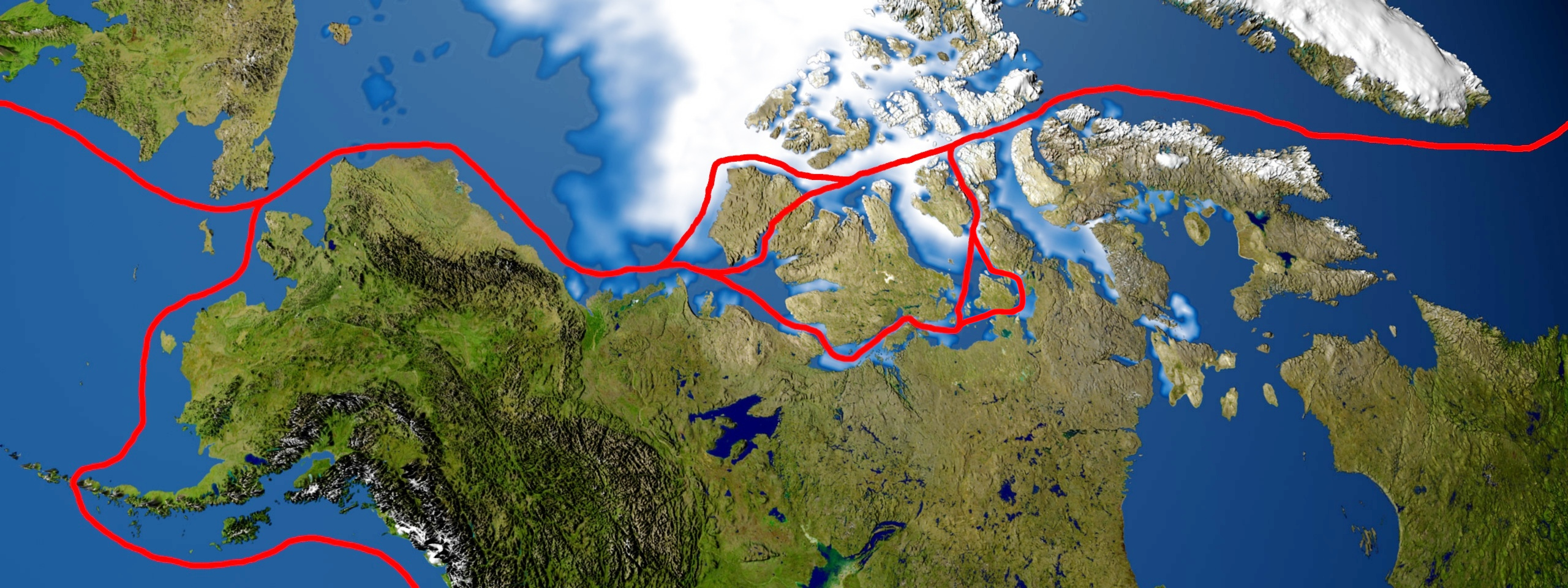
Северо-Западный проход

Северо-Западный проход соединяет Атлантический и Тихий океаны через Северный Ледовитый океан. Поскольку открытие американского континента было результатом поиска пути в Азию, исследование северной окраины Северной Америки продолжалось в поисках Северо-Западного прохода. Первоначальная неудача Джона Кабота в 1497 году в поисках Северо-Западного прохода через Атлантику побудила британцев искать альтернативный путь на восток.
Интерес возродился в 1564 году после открытия Жаком Картье устья реки Святого Лаврентия. Мартин Фробишер принял решение взять на себя задачу проложить торговый путь из Англии на запад в Индию. С 1576 по 1578 год он трижды путешествовал по территории современной Канадской Арктики, чтобы найти проход. Фробишер-Бей назван в его честь. В июле 1583 года сэр Хемфри Гилберт, написавший трактат об открытии прохода и покровитель Фробишера, объявил территорию Ньюфаундленда английской.
В 1585 году по найму Елизаветы I английский исследователь Джон Дэвис вошел в залив Камберленд на Баффиновой Земле. Дэвис обогнул Гренландию, прежде чем разделить свои четыре корабля на отдельные экспедиции для поиска прохода на запад. Хотя ему не удалось пройти через ледяные арктические воды, он сообщил своим спонсорам, что проход, который они искали, «не вызывает сомнений [ sic ]», и заручился поддержкой двух дополнительных экспедиций, достигших Гудзонова залива.
Хотя усилия Англии были прерваны в 1587 году из-за англо-испанской войны, благоприятные отчеты Дэвиса об этом регионе и его людях будут вдохновлять исследователей в следующем столетии. В 1609 году, находясь на службе в голландской Ост-Индской компании, английский исследователь Генри Гудзон проплыл вверх по реке Гудзон в поисках прохода; он добрался до современного Олбани, штат Нью-Йорк, прежде чем сдаться. Позже он продолжил исследования дальше на север, в Арктику и Гудзонов залив в поисках прохода.

### Северный морской путь

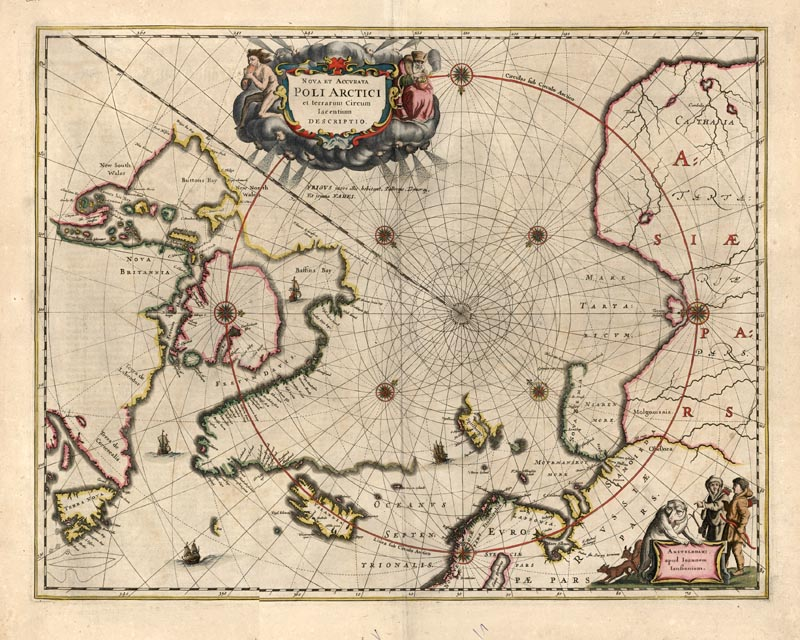
Карта Яна Янссона «Poli Arctici» 1644 год.

Северо-Восточный проход — это широкий термин для любого маршрута, пролегающего над Евразийским континентом и протянувшегося между водами к северу от Норвежского моря до Берингова пролива. «Северный морской путь» определяется как определённый участок таких маршрутов. Северный морской путь (с заглавной буквы), как он в настоящее время официально определён законодательством Российской Федерации, включает судоходные пути, проходящие в пределах исключительной экономической зоны России и простирающиеся от Карского моря до Берингова пролива вдоль северного побережья России.

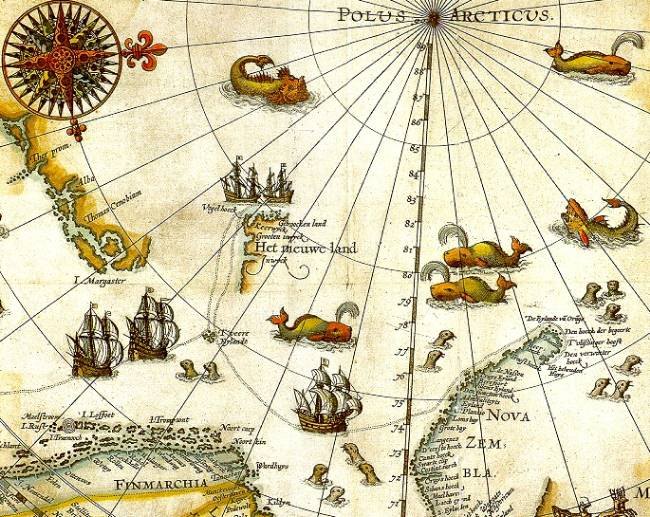
Шпицберген и Западный Шпицберген во время Золотого века голландских исследований и открытий (ок. 1590—1720-х годов). Часть карты исследования Арктики 1599 года, составленная Виллемом Баренцем. Шпицберген, впервые нанесенный на карту, обозначен как «Het Nieuwe Land» (по-голландски «Новая земля») слева от центра. Это типичная карта Золотого века нидерландской картографии.

Идея исследовать этот регион изначально была экономической и впервые была выдвинута русским дипломатом Дмитрием Герасимовым в 1525 году. Весь путь пролегал по арктическим водам и участкам, и обычно был покрыт льдом, что делало его очень опасным путешествием.

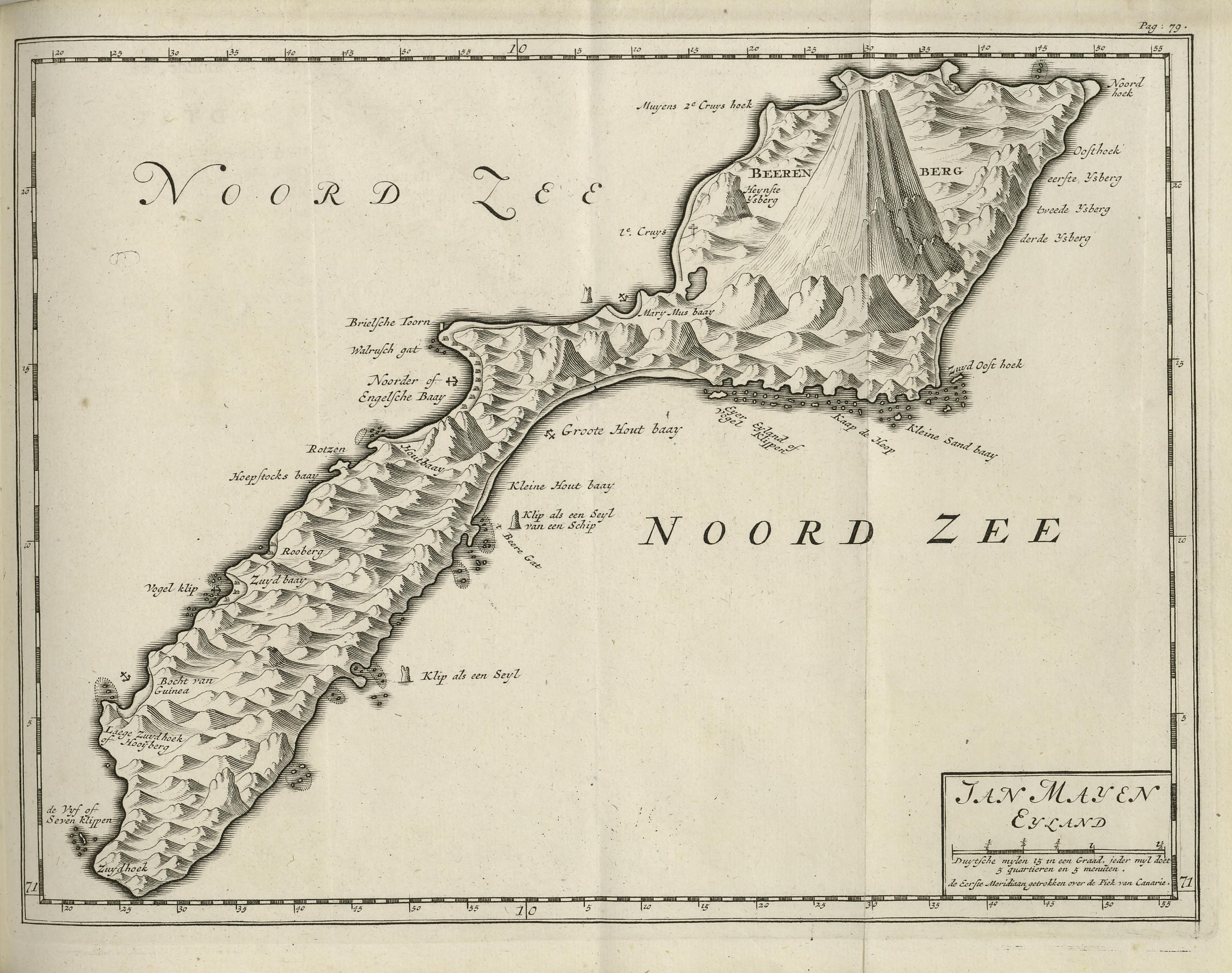
Голландская карта Ян-Майена во время Золотого века голландских исследований и открытий (ок. 1590—1720-е гг.). Голландцы были первыми, кто бесспорно исследовал и нанес на карту береговые линии Ян-Майена и архипелага Шпицберген в Северном Ледовитом океане.

В середине XVI века сын Джона Кэбота Себастьян помог организовать именно такую экспедицию под руководством сэра Хью Уиллоуби и Ричарда Ченслора. Экипаж Уиллоуби потерпел кораблекрушение у Кольского полуострова, где в конце концов умер от цинги. Канцлер и его команда добрались до устья Северной Двины и города Архангельска, где их встретила делегация царя Ивана Грозного. Вернувшись в Москву, он основал Московскую компанию, способствовавшую развитию торговли между Англией и Россией. Этот дипломатический курс позволил британским послам, таким как сэр Фрэнсис Черри, объединить географическую информацию, собранную русскими купцами, в карты для британских исследований региона. Спустя несколько лет Стивен Барроу, капитан корабля Ченслера, добрался до Карского моря, но был вынужден повернуть назад из-за ледовых условий.
Западные части прохода одновременно исследовались странами Северной Европы, такими как Англия, Нидерланды, Дания и Норвегия, в поисках альтернативного морского пути в Китай и Индию. Наиболее примечательна экспедиция 1596 года под руководством голландского мореплавателя Виллема Баренца, открывшего Шпицберген и Медвежий остров.
Опасаясь проникновения англичан и голландцев в Сибирь, Россия закрыла Мангазейский морской путь в 1619 году. Поморская активность в Северной Азии снизилась, и основная часть исследований в XVII веке осуществлялась сибирскими казаками, плавающими от одного устья реки к другому на своих арктических кораблях кочах. В 1648 году самая известная из этих экспедиций, возглавляемая Федотом Алексеевым и Семёном Дежнёвым, проплыла на восток от устья Колымы до Тихого океана и обошла Чукотский полуостров, доказав тем самым отсутствие сухопутной связи между Азией и Северной Америкой. Спустя восемьдесят лет после Дежнёва, в 1728 году, другой русский путешественник, датчанин Витус Беринг, совершил на «Святом Гаврииле» такое же плавание в обратном направлении, начав с Камчатки и направившись на север к проливу, который теперь носит его имя (Берингов пролив). Именно Беринг дал нынешнее название островам Диомида, открытым и впервые описанным Дежнёвым.
Только в 1878 году финско-шведский исследователь Адольф Эрик Норденшельд совершил первое полное прохождение Северо-восточного прохода с запада на восток в составе экспедиции Вега. Капитаном корабля в этой экспедиции был лейтенант Луи Паландер из Королевского флота Швеции.

## Северо-Западный проход

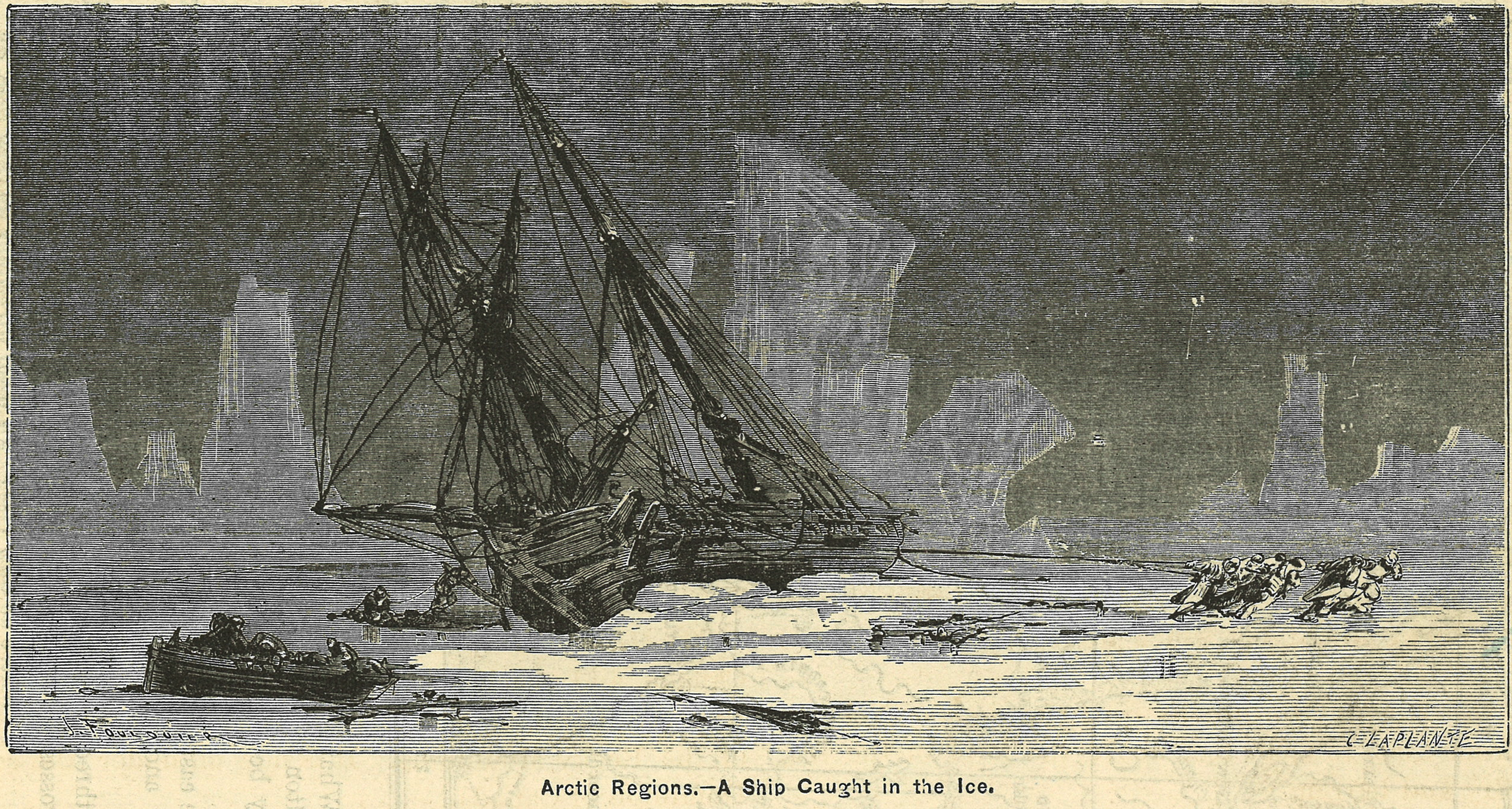
Парусник в Арктике

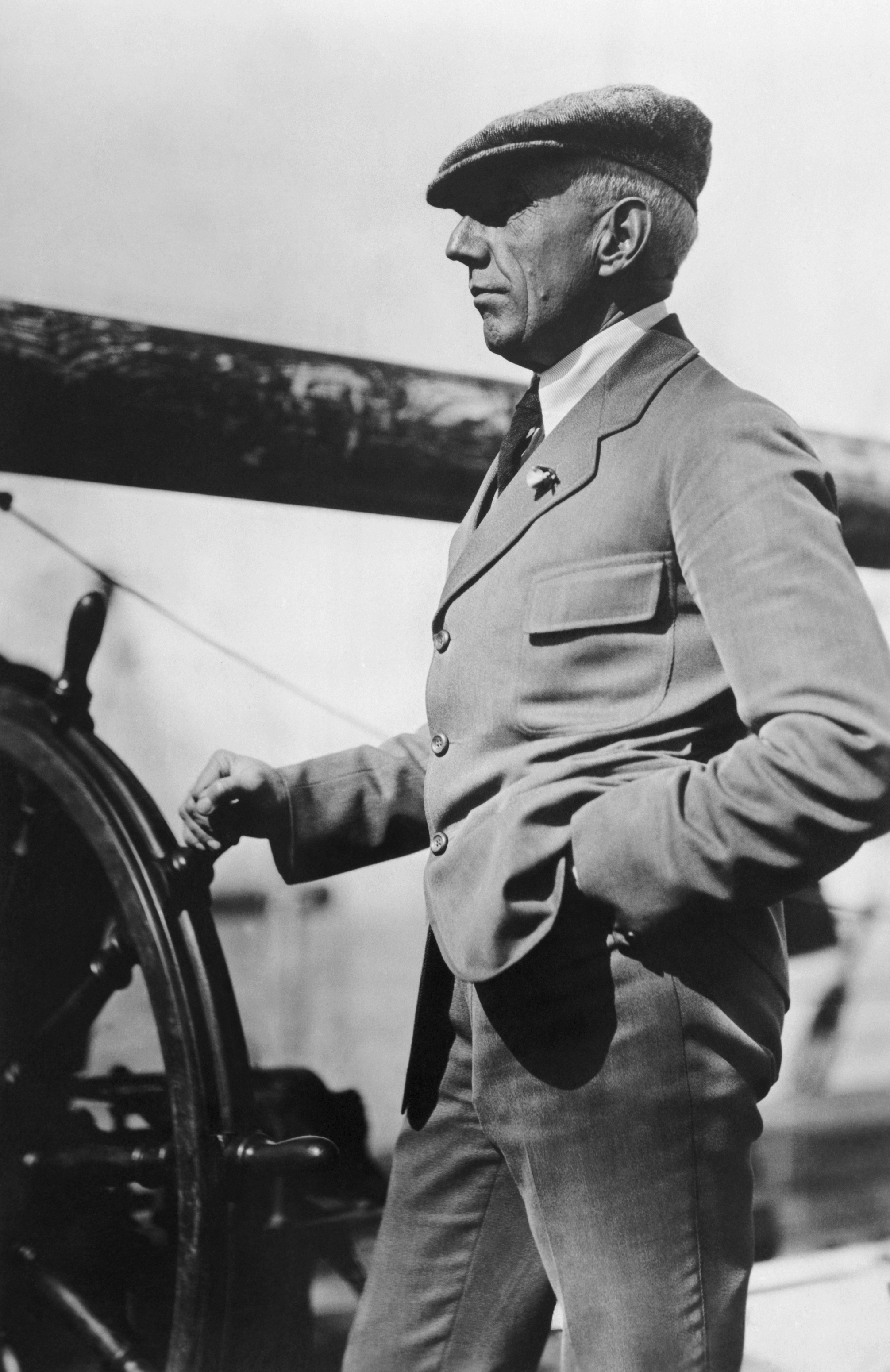
Руаль Амундсен возглавил первую экспедицию, достигшую Южного полюса, был первым человеком, достигшим обоих полюсов, и первым человеком, пересёкшим Северо-Западный проход.

В первой половине XIX века части Северо-Западного прохода исследовались отдельно рядом различных экспедиций, в том числе Джоном Россом, Уильямом Эдвардом Парри, Джеймсом Кларком Россом; и сухопутными экспедициями под руководством Джона Франклина, Джорджа Бака, Питера Уоррена Диза, Томаса Симпсона и Джона Рэя. Сэру Роберту Мак-Клуру приписывают открытие Северо-Западного прохода морем в 1851 году, когда он посмотрел через пролив Мак-Клура с острова Банкс и увидел остров Мелвилл. Однако в это время года пролив был заблокирован молодым льдом и не был доступен для судов. Единственный пригодный для использования маршрут, соединяющий входы в проливы Ланкастер и Долфин-энд-Юнион, был впервые использован Джоном Рэем в 1851 году. Рэй использовал прагматичный подход к путешествию по суше пешком и на собачьих упряжках, и обычно нанимал менее десяти человек в своих исследовательских отрядах.
Северо-Западный проход не был полностью завоеван морем до 1906 года, когда норвежский исследователь Руаль Амундсен, который отплыл как раз вовремя, спасаясь от кредиторов, пытавшихся остановить экспедицию, совершил трехлетнее плавание на переоборудованном 47-тонном судне для ловли сельди «Йоа». В конце этой поездки он доплыл до города Игл на Аляске и отправил телеграмму, сообщающую о его успехе. Его маршрут не был коммерчески практичным; в дополнение к затраченному времени некоторые водные пути были очень мелкими.
Кнуд Расмуссен (1879—1933) руководил несколькими арктическими экспедициями. Он вырос в Гренландии, говорил на гренландском и датском языках, его называли «отцом эскимосов» и он был первым гренландцем инуитского и европейского происхождения, пересекшим Северо-Западный проход на собачьих упряжках. Расмуссен и его друг Петер Фройхен участвовали в семи экспедициях Туле, названных в честь ultima Thule, и написали множество книг о своем арктическом опыте.

### Северный полюс
6 апреля 1909 года Роберт Пири заявил, что стал первым человеком в истории человечества, достигшим Северного полюса (хотя вопрос о том, действительно ли он достиг полюса, остается спорным). Он путешествовал с помощью собачьих упряжек и трёх отдельных вспомогательных бригад, которые через определённые промежутки времени поворачивали назад, прежде чем достиг полюса. Многие современные исследователи, в том числе олимпийские лыжники, использующие современное оборудование, утверждают, что Пири не мог добраться до полюса пешком за то время, которое он утверждал.

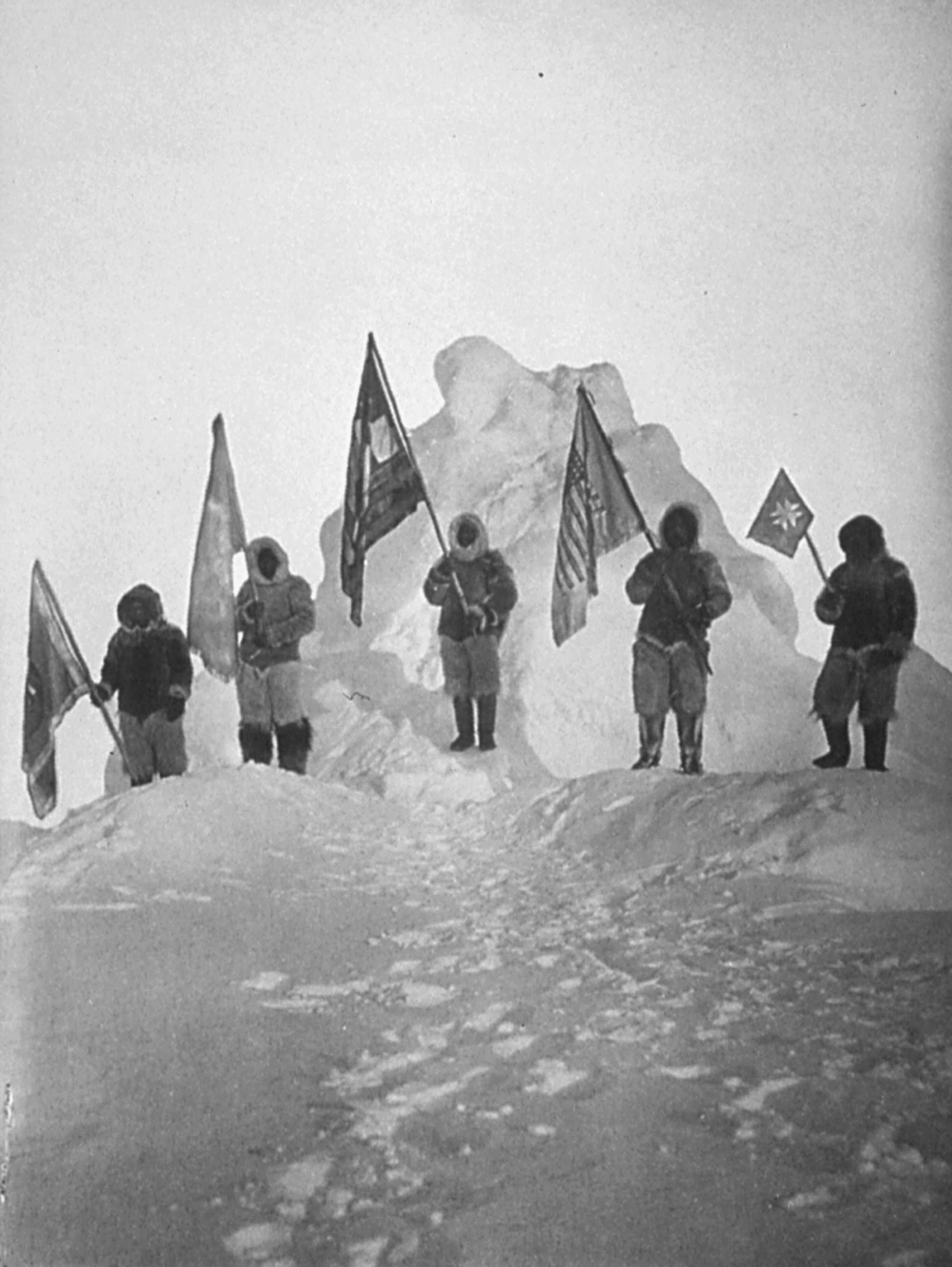
Роберт Пири и санная вечеринка с флагами на Северном полюсе. Пири считается первым человеком, достигшим Северного полюса.

Ряд предыдущих экспедиций намеревались достичь Северного полюса, но безуспешно: это британский морской офицер Вильям Эдвард Парри в 1827 году, трагическая американская полярная экспедиция под командованием Чарльза Фрэнсиса Холла в 1871 году, злополучная экспедиция «Жаннетт» под командованием лейтенант-командующего ВМС США Джорджа Де Лонга в 1879 году и норвежская экспедиция Фритьофа Нансена на «Фраме» в 1895 году. Американец Фредерик Кук утверждал, что достиг Северного полюса в 1908 году, но это не получило широкого признания.
9 мая 1926 года американцы Ричард Э. Бэрд и Флойд Беннетт заявили, что совершили перелет через Северный полюс на трехмоторном моноплане «Fokker F.VII». Однако их утверждение о том, что они достигли полюса, оспаривается.
Экипаж дирижабля «Норвегия» (в том числе Руаль Амундсен и американский спонсор Линкольн Эллсуорт) пролетел над полюсом 12 мая 1926 года. Это первое бесспорное наблюдение полюса. «Норвегия» была спроектирована и пилотировалась итальянцем Умберто Нобиле, который во второй раз облетел полюс 24 мая 1928 года. Второй полет Нобиле был на дирижабле «Италия», который на обратном пути попал в шторм и разбился о лёд. В конце концов выжившие были спасены. Амундсен исчез вместе с экипажем своего гидросамолета во время спасательных операций.
Первыми, без сомнения, ступившими на Северный полюс, были советские отряды в 1948 году под командованием Александра Кузнецова, которые посадили поблизости свои самолёты и дошли до полюса.
3 августа 1958 года американская подводная лодка «USS Nautilus (SSN-571)» без всплытия достигла Северного полюса. Затем она продолжила путешествие под всей полярной ледяной шапкой. 17 марта 1959 года военный корабль США «Скейт» (SSN-578) всплыл на Северном полюсе и развеял прах исследователя сэра Хьюберта Уилкинса. Эти путешествия были частью военных исследований, стимулированных контекстом холодной войны.
19 апреля 1968 года Ральф Плейстед достиг Северного полюса на снегоходе, став первым достоверно известным путешественником, которому это удалось. Его положение было независимо подтверждено метеорологическим облетом ВВС США. В 1969 году Уолли Герберт пешком и на собачьих упряжках стал первым человеком, достигшим Северного полюса только за счет мышечной силы, к 60-летию знаменитой, но оспариваемой экспедиции Роберта Пири.
Первыми людьми, достигшими Северного полюса пешком (или на лыжах) и вернувшимися без посторонней помощи, без собак, самолётов и пополнения запасов, были Ричард Вебер (Канада) и Миша Малахов (Россия) в 1995 году. С тех пор ни кто не смог это повторить.
Подполковник ВВС США Джозеф О. Флетчер и лейтенант Уильям Першинг Бенедикт посадили самолёт на полюсе 3 мая 1952 года в сопровождении ученого Альберта П. Крари.
2 мая 2007 года «Top Gear» BBC достигла положения магнитного северного полюса 1996 года (78 ° 35,7′ с. ш. 104 ° 11,9′ западной долготы) на модифицированной Toyota Hilux.
2 августа 2007 года во время Арктики-2007 российские подводные лодки с экипажем первыми опустились на морское дно ниже полюса.
26 апреля 2009 года Василий Елагин, Афанасий Маковнев, Владимир Обиход, Сергей Ларин, Алексей Ушаков, Алексей Шкрабкин и Николай Никульшин после 38 дней и более 2000 км (1200 миль) (начиная с острова Средний, Северная Земля) проехали до Северного полюса на двух автомобилях российской постройки «Емеля-1» и «Емеля-2».

## Хронология
Освоение Арктики:
- 325 г. до н. э. Пифей в ходе своего плавания на север описал полярный день и северное сияние.
- IX век Путешествие Оттара из южной Норвегии через северные пределы Скандинавии в Белое море и Биармию.
- 980 — Эрик Рыжий открывает Гренландию.
- 1533 Трифон Печенгский строит Печенгский монастырь
- 1596 — Виллем Баренц открывает Шпицберген
- 1597 — зимовка Баренца на Новой Земле
- 1601 — русские основали Мангазею
- 1616 — английская экспедиция открывает Баффинову Землю.
- 1648 — Семён Дежнёв открывает пролив между Аляской и Чукоткой.
- 1686 — 1-я таймырская экспедиция (Иван Толстоухов)
- 1733 — Великая Северная экспедиция
- 1838 — английская экспедиция открывает остров Виктория
- 1845—1847 — Экспедиция Франклина
- 1873 — открытие земли Франца-Иосифа
- 1875—1876 — Британская арктическая экспедиция
- 1878—1879 — Экспедиция Норденшёльда
- 1879 — основана Международная комиссия полярных исследований[37]
- 1882—1883 — Первый международный полярный год[37]
- 1888—1889 — Гренландская экспедиция Нансена
- 1893—1896 — Норвежская полярная экспедиция
- 1908—1909 — экспедиция Пири к Северному полюсу
- 1911 — экспедиция Амундсена к Северному полюсу.
- 1912—1914 — экспедиция Георгия Седова к Северному полюсу.
- 1926 — полёт Нобиле на дирижабле к Северному полюсу.
- 1928 — Экспедиция на дирижабле «Италия»
- В 1930 году начинает работу Вайгачская экспедиция ОГПУ по разведке и добыче полезных ископаемых на острове Вайгач.
- В 1932—1933 работает полярная станция в Бухте Тихой (Земля Франца-Иосифа) во главе с Иваном Папаниным.
- 1932, лето-осень — экспедиция под руководством О. Ю. Шмидта на ледоколе «Сибиряков» впервые прошла Северным морским путём из Архангельска до Берингова пролива за одну навигацию.
- 17 декабря 1932 — создание Главного управления Северного морского пути для народно-хозяйственного освоения Арктики и обеспечения судоходства по Северному морскому пути.
- 1932—1933 — Второй международный полярный год[37].
- 1934—1935 — зимовка советских полярников на мысе Челюскин.
- 1937 — перелёт Чкалова через Северный полюс.
- 1937—1938 — работает первая в мире дрейфующая станция «Северный полюс» во главе с Иваном Папаниным. Научные результаты, полученные в уникальном дрейфе, были представлены Общему собранию АН СССР 6 марта 1938 года и получили высокую оценку специалистов. И. Д. Папанин и остальные участники дрейфа получили степени докторов географических наук.
- апрель 1948 — Высокоширотная воздушная экспедиция «Север-2».
- 1957—1958 — Третий международный полярный год[37].
- 3 августа 1958 года атомная подводная лодка «Nautilus» (США) стала первым кораблём, достигшим Северного полюса (под водой).
- 1960 — в состав флота вошёл первый в мире атомный ледокол «Ленин», с 1974 года в строй начало входить семейство ледоколов «Арктика».
- 17 июля 1962 года советская атомная подводная лодка «Ленинский комсомол» стала первой советской подлодкой, достигшей Северного полюса.
- 1971 — Норвегия начала добычу газа в Северном море[38].
- 1971—1973 — советская комплексная геодинамическая экспедиция изучает Исландию, составлена первая геологическая карта Исландии[39].
- 1975 — Великобритания начала добычу нефти в Северном море[38].
- 17 августа 1977 года советский атомный ледокол «Арктика» впервые в истории мореплавания достиг Северного полюса в надводном плавании.
- 1 мая 1978 года атомный ледокол «Сибирь» и ледокол «Капитан Сорокин» провели в Дудинку караван из двух дизель-электроходов: «Павел Пономарёв» и «Наварин». В Арктике была открыта круглогодичная навигация.
- 1999 — первая морская китайская экспедиция к Северному полюсу[40]
- 6 июня 2019 — на Петербургском международном экономическом форуме (ПМЭФ) Российская телекоммуникационная компания МегаФон и финская Cinia подписали соглашение о строительстве первой трансарктической линии связи (ВОЛС) по дну Северного Ледовитого океана, которая соединит Европу и Азию.[41][42][43][44]
- 26 марта 2021 года — в ходе арктической экспедиции ВМФ Российской Федерации «Умка-2021» три российские ракетные атомные подводные лодки стратегического назначения синхронно проломили лед толщиной в полтора метра и всплыли на поверхность в Арктике на расстоянии менее ста метров друг от друга. Цель отработки данного манёвра заключалась в выполнении запуска ракет из скрытого района в случае чрезвычайной ситуации для обеспечения ядерного сдерживания.[45][46][47][48]